# Scottish FA Cup 1934/35
Der Scottish FA Cup wurde 1934/35 zum 57. Mal ausgespielt. Der wichtigste Fußball-Pokalwettbewerb im schottischen Vereinsfußball wurde vom Schottischen Fußballverband geleitet und ausgetragen. Er begann am 23. Januar 1935 und endete mit dem Finale am 20. April 1935 im Hampden Park von Glasgow. Als Titelverteidiger starteten die Glasgow Rangers in den Wettbewerb, die im Finale des Vorjahres gegen den FC St. Mirren gewannen. Im diesjährigen Endspiel um den schottischen Pokal standen sich die Rangers und Hamilton Academical gegenüber. Die Rangers erreichten zum 17. Mal seit 1877 das Endspiel. Von den vorherigen sechzehn Finalspielen wurden acht gewonnen. Die Accies erreichten nach 1911 zum zweiten Mal das Finale. Die Rangers gewannen das Finale durch zwei Tore von Jimmy Smith mit 2:1 und sicherten damit zum 9. Mal in der Vereinsgeschichte den schottischen Pokalsieg. Mit dem Sieg in der schottischen Meisterschaft, gewannen die Rangers nach 1928, 1930 und 1934 zum vierten Mal das Double.

## 1. Runde
Ausgetragen wurden die Begegnungen am 23. und 26. Januar 1935.
|                       | Ergebnis |                     |
| --------------------- | -------- | ------------------- |
| FC East Stirlingshire | 1:2      | Raith Rovers        |
| Hibernian Edinburgh   | 5:0      | FC Vale of Atholl   |
| Albion Rovers         | 7:0      | Paisley Academicals |
| Ayr United            | 3:1      | Queen of the South  |
| Berwick Rangers       | 1:3      | FC Rosyth Dockyard  |
| Brechin City          | 3:2      | Leith Athletic      |
| Buckie Thistle        | 1:0      | FC Beith            |
| Celtic Glasgow        | 4:1      | FC Montrose         |
| FC Dundee             | 1:2      | FC Motherwell       |
| Dunfermline Athletic  | 1:2      | Hamilton Academical |
| FC East Fife          | 1:2      | FC Clyde            |
| FC Falkirk            | 2:3      | FC Aberdeen         |
| Forfar Athletic       | 7:1      | Chirnside United    |
| FC Fraserburgh        | 2:6      | Dundee United       |
| FC Galston            | 0:1      | FC Kilmarnock       |
| Heart of Midlothian   | 7:0      | FC Solway Star      |
| FC Caledonian         | 1:3      | Clachnacuddin F.C.  |
| FC King’s Park        | 3:1      | Edinburgh City      |
| Greenock Morton       | 9:0      | FC Bo’ness          |
| Partick Thistle       | 3:0      | FC Stenhousemuir    |
| FC Queen’s Park       | 2:1      | Alloa Athletic      |
| Glasgow Rangers       | 3:1      | FC Cowdenbeath      |
| FC St. Bernard’s      | 1:3      | FC Airdrieonians    |
| FC St. Johnstone      | 1:0      | FC Arbroath         |
| FC St. Mirren         | 3:1      | Peebles Rovers      |
| Third Lanark          | 6:2      | FC Creetown         |
| FC Vale Ocuba         | 1:6      | FC Dumbarton        |

## 2. Runde
Ausgetragen wurden die Begegnungen am 9. Februar 1935. Die Wiederholungsspiele fand zwischen dem 13. und 19. Februar 1935 statt.
|                     | Ergebnis |                     |
| ------------------- | -------- | ------------------- |
| FC Aberdeen         | 4:0      | Albion Rovers       |
| FC Airdrieonians    | 1:0      | FC Rosyth Dockyard  |
| Ayr United          | 1:1      | FC King’s Park      |
| Brechin City        | 1:1      | Raith Rovers        |
| Celtic Glasgow      | 1:1      | Partick Thistle     |
| FC Clyde            | 3:3      | Hamilton Academical |
| Dundee United       | 6:3      | FC Queen’s Park     |
| Heart of Midlothian | 2:0      | FC Kilmarnock       |
| Hibernian Edinburgh | 7:1      | Clachnacuddin F.C.  |
| FC Motherwell       | 7:1      | Greenock Morton     |
| Glasgow Rangers     | 2:0      | Third Lanark        |
| FC St. Johnstone    | 4:0      | FC Dumbarton        |
| FC St. Mirren       | 3:0      | Forfar Athletic     |
| Buckie Thistle      | bye      |                     |

### Wiederholungsspiele
|                     | Ergebnis  |                |
| ------------------- | --------- | -------------- |
| Hamilton Academical | 6:3       | FC Clyde       |
| FC King’s Park      | 2:2 n. V. | Ayr United     |
| Partick Thistle     | 1:3       | Celtic Glasgow |
| Raith Rovers        | 2:4       | Brechin City   |

### 2. Wiederholungsspiel
|                | Ergebnis     |            |
| -------------- | ------------ | ---------- |
| FC King’s Park | *4:4 n. V. * | Ayr United |

### 3. Wiederholungsspiel
|                | Ergebnis |            |
| -------------- | -------- | ---------- |
| FC King’s Park | *2:1 *   | Ayr United |

## Achtelfinale
Ausgetragen wurden die Begegnungen am 23. Februar 1935. Die Wiederholungsspiele fanden am 27. Februar und 4. März 1935 statt.
|                     | Ergebnis |                     |
| ------------------- | -------- | ------------------- |
| FC Aberdeen         | 0:0      | Hibernian Edinburgh |
| FC Airdrieonians    | 6:2      | FC King’s Park      |
| Brechin City        | 2:4      | Hamilton Academical |
| Buckie Thistle      | 0:1      | FC St. Johnstone    |
| Heart of Midlothian | 2:2      | Dundee United       |
| Glasgow Rangers     | 1:0      | FC St. Mirren       |
| Celtic Glasgow      | bye      |                     |
| FC Motherwell       | bye      |                     |

### Wiederholungsspiele
|                     | Ergebnis  |                     |
| ------------------- | --------- | ------------------- |
| Dundee United       | 2:4       | Heart of Midlothian |
| Hibernian Edinburgh | 1:1 n. V. | FC Aberdeen         |

### 2. Wiederholungsspiel
|                     | Ergebnis |             |
| ------------------- | -------- | ----------- |
| Hibernian Edinburgh | *2:3 *   | FC Aberdeen |

## Viertelfinale
Ausgetragen wurden die Begegnungen am 9. März 1935.
|                     | Ergebnis |                     |
| ------------------- | -------- | ------------------- |
| FC Aberdeen         | 3:1      | Celtic Glasgow      |
| FC Airdrieonians    | 2:3      | Heart of Midlothian |
| Hamilton Academical | 3:0      | FC St. Johnstone    |
| FC Motherwell       | 1:4      | Glasgow Rangers     |

## Halbfinale
Ausgetragen wurden die Begegnungen am 30. März 1935. Das Wiederholungsspiel fand am 10. April 1935 statt.
|                 | Ergebnis |                     |
| --------------- | -------- | ------------------- |
| FC Aberdeen     | *1:2 *   | Hamilton Academical |
| Glasgow Rangers | *1:1 **  | Heart of Midlothian |

### Wiederholungsspiel
|                 | Ergebnis |                     |
| --------------- | -------- | ------------------- |
| Glasgow Rangers | *2:0 **  | Heart of Midlothian |

## Finale
| Glasgow Rangers                          | Glasgow Rangers | Hamilton Academical | Hamilton Academical |
| ---------------------------------------- | --- | --- | ------------------- |
| Glasgow Rangers                          | \| Finale \| \| 20. April 1935 in Glasgow (Hampden Park) \| \| Ergebnis: 2:1 (1:0) \| \| Zuschauer: 87.740 \|                                                                          | \| Finale \| \| 20. April 1935 in Glasgow (Hampden Park) \| \| Ergebnis: 2:1 (1:0) \| \| Zuschauer: 87.740 \|                                 | Hamilton Academical |
| Glasgow Rangers                          | Jerry Dawson – Dougie Gray, Whitey McDonald, James Kennedy, Jimmy Simpson, George Brown, Bobby Main, Alex Venters, Jimmy Smith, Bob McPhail, Torrance Gillick Cheftrainer: Bill Struth | James Bulloch, Joe Murray, King, McLaren, David Wilson, Harrison, Bobby Reid, Cox, Jimmy McStay, Morgan, Wallace Cheftrainer: Willie McAndrew | Hamilton Academical |
| Glasgow Rangers                          | 1:0 Jimmy Smith (37.) Jimmy Smith (61.) | Harrison | Hamilton Academical |
| Finale                                   | | |                     |
| 20. April 1935 in Glasgow (Hampden Park) | | |                     |
| Ergebnis: 2:1 (1:0)                      | | |                     |
| Zuschauer: 87.740                        | | |                     |